# Parorthocladius nudipennis
Parorthocladius nudipennis är en tvåvingeart som först beskrevs av Jean-Jacques Kieffer och August Friedrich Thienemann 1908.  Parorthocladius nudipennis ingår i släktet Parorthocladius och familjen fjädermyggor. Det är osäkert om arten förekommer i Sverige. Inga underarter finns listade i Catalogue of Life.